# Planell de Puig Farinós
La Planell de Puig Farinós és una serra situada entre els municipis de Ger i de Guils de Cerdanya, a la comarca del Baixa Cerdanya, amb una elevació màxima de 2.363 metres.